# براندن کینر
براندن کینر (به انگلیسی: Brandon Keener) (زاده ۱ اکتبر ۱۹۷۴) یک بازیگر آمریکایی است که از فیلم‌های معروف او می‌توان به بازی در فیلم سفر گناه، اقیانوس آرام ، بدو عزیزم بدو و شیادان اشاره کرد.